# Rhyacophila kumgangsanica
Rhyacophila kumgangsanica är en nattsländeart som beskrevs av Kumanski 1990. Rhyacophila kumgangsanica ingår i släktet Rhyacophila och familjen rovnattsländor. Inga underarter finns listade i Catalogue of Life.